# Champmillon
Champmillon település Franciaországban, Charente megyében. Lakosainak száma 525 fő (2022. január 1.). Champmillon Hiersac, Moulidars, Saint-Saturnin, Sireuil, Trois-Palis és Mosnac-Saint-Simeux községekkel határos.

## Népesség
A település népességének változása:
| Lakosok száma | 302  | 358  | 493  | 528  | 525  | 520  | 501  | 492  | 482  | 525  |
|               | 1968 | 1982 | 1999 | 2006 | 2011 | 2015 | 2017 | 2018 | 2020 | 2022 |